# Notoreas isomoera
Notoreas isomoera là một loài bướm đêm trong họ Geometridae.